# Államok vezetőinek listája 1936-ban
Ezen az oldalon az 1936-ban fennálló államok vezetőinek névsora olvasható földrészek, majd országok szerinti bontásban.

## Európa
- Albánia (monarchia)
  - Uralkodó – I. Zogu albán király (1925–1939)[1]
  - Kormányfő – 
    1. Mehdi Frashëri (1935–1936)
    2. Koço Kota (1936–1939), lista
- Andorra (parlamentáris társhercegség)
  - Társhercegek
    - Francia társherceg – Albert François Lebrun (1932–1940), lista
    - Episzkopális társherceg – Justí Guitart i Vilardebó (1920–1940), lista
- Ausztria (köztársaság)
  - Államfő – Wilhelm Miklas (1928–1938), lista
  - Kormányfő – Kurt Schuschnigg (1934–1938), lista
- Belgium (monarchia)
  - Uralkodó – III. Lipót király (1934–1951)
  - Kormányfő – Paul van Zeeland (1935–1937), lista
- Bolgár Cárság (monarchia)
  - Uralkodó – III. Borisz cár (1918–1943)
  - Kormányfő – Georgi Kjoszeivanov (1935–1940), lista
- Csehszlovákia (köztársaság)
  - Államfő – Edvard Beneš (1935–1938), lista
  - Kormányfő – Milan Hodža (1935–1938), lista
- Danzig Szabad Város (szabad város a Nemzetek Szövetsége protektorátusa alatt)
  - Főbiztos – Seán Lester (1934–1937)
  - Államfő – Arthur Greiser (1934–1939)
- Dánia (monarchia)
  - Uralkodó – X. Keresztély király (1912–1947)
  - Kormányfő – Thorvald Stauning (1929–1942), lista
- Egyesült Királyság (parlamentáris monarchia)
  - Uralkodó – 
    1. V. György Nagy-Britannia királya (1910–1936)
    2. VIII. Eduárd Nagy-Britannia királya (1936)
    3. VI. György Nagy-Britannia királya (1936–1952)

  - Kormányfő – Stanley Baldwin (1935–1937), lista
- Észtország (köztársaság)
  - Államfő – Konstantin Päts (1933–1940), lista
  - Kormányfő – Konstantin Päts (1934–1937), lista
- Finnország (köztársaság)
  - Államfő – Pehr Evind Svinhufvud (1931–1937), lista
  - Kormányfő – 
    1. Toivo Mikael Kivimäki (1932–1936)
    2. Kyösti Kallio (1936–1937), lista

  -  Åland –
    - Kormányfő – Carl Björkman (1922–1938)
- Franciaország (köztársaság)
  - Államfő – Albert François Lebrun (1932–1940), lista
  - Kormányfő – 
    1. Pierre Laval (1935–1936)
    2. Albert Sarraut (1936)
    3. Léon Blum (1936–1937), lista
- Görögország (monarchia)
  - Uralkodó – II. György király (1935–1947)
  - Kormányfő – 
    1. Konsztantinosz Demercisz (1935–1936)
    2. Joánisz Metaxász(wd) (1936–1941), lista
- Hollandia (monarchia)
  - Uralkodó – Vilma királynő (1890–1948)
  - Miniszterelnök – Hendrikus Colijn (1933–1939), lista
- Izland (parlamentáris monarchia)
  - Uralkodó – X. Keresztély (1918–1944)
  - Kormányfő – Hermann Jónasson (1934–1942), lista
- Írország (monarchia)
  - Uralkodó – 
    1. V. György Nagy-Britannia királya (1910–1936)
    2. VIII. Eduárd Nagy-Britannia királya (1936)
    3. VI. György ír király (1936–1949)

  - Főkormányzó – 
    1. Domhnall Ua Buachalla (1932–1936)
    2. üres (1936–1937), lista

  - Kormányfő – Éamon de Valera (1932–1948), lista
- Jugoszláv Királyság (monarchia)
  - Uralkodó – II. Péter király (1934–1945)[2]
  - Régens – Pál herceg + Radenko Stanković + Ivo Perović (1934–1941)
  - Kormányfő – Milan Stojadinović (1935–1939), miniszterelnök
- Lengyelország (köztársaság)
  - Államfő – Ignacy Mościcki (1926–1939), lista
  - Kormányfő – 
    1. Marian Zyndram-Kościałkowski (1935–1936)
    2. Felicjan Sławoj Składkowski (1936–1939), lista
- Lettország (köztársaság)
  - Államfő – 
    1. Alberts Kviesis (1930–1936)
    2. Kārlis Ulmanis (1936–1940), lista

  - Kormányfő – Kārlis Ulmanis (1934–1940), lista
- Liechtenstein (parlamentáris monarchia)
  - Uralkodó – I. Ferenc herceg (1929–1938)
  - Kormányfő – Josef Hoop (1928–1945), lista
- Litvánia (köztársaság)
  - Államfő – Antanas Smetona (1926–1940), lista
  - Kormányfő – Juozas Tūbelis (1929–1938), lista
- Luxemburg (monarchia)
  - Uralkodó – Sarolta nagyhercegnő (1919–1964)
  - Kormányfő – Joseph Bech (1926–1937), lista
- Magyar Királyság (monarchia)
  - Államfő – Horthy Miklós (1920–1944), lista
  - Kormányfő – 
    1. Gömbös Gyula (1932–1936)
    2. Darányi Kálmán (1936–1938), lista
- Monaco (monarchia)
  - Uralkodó – II. Lajos herceg (1922–1949)
  - Államminiszter – Maurice Bouilloux-Lafont (1932–1937), lista
- Németország
  - Államfő – Adolf Hitler (1934–1945), lista
- Norvégia (monarchia)
  - Uralkodó – VII. Haakon király (1905–1957)
  - Kormányfő – Johan Nygaardsvold (1935–1945), lista
- Olasz Királyság (monarchia)
  - Uralkodó – III. Viktor Emánuel király (1900–1946)
  - Kormányfő – Benito Mussolini (1922–1943), lista
- Portugália (köztársaság)
  - Államfő – Óscar Carmona (1926–1951), lista
  - Kormányfő – António de Oliveira Salazar (1933–1968), lista
- Román Királyság (monarchia)
  - Uralkodó – II. Károly király (1930–1940)
  - Kormányfő – Gheorghe Tătărescu (1934–1937), lista
- San Marino (köztársaság)
  - San Marino régenskapitányai:
    1. Pompeo Righi és Marino Morri (1935–1936)
    2. Gino Gozi és Ruggero Morri (1936)
    3. Francesco Morri és Gino Ceccoli (1936–1937), régenskapitányok
- Spanyolország
  -  Spanyol Köztársaság (köztársaság)
  - Államfő – 
    1. Niceto Alcalá-Zamora (1931–1936)
    2. Diego Martínez Barrio (1936), ügyvivő
    3. Manuel Azaña (1936–1939), lista

  - Kormányfő – 
    1. Manuel Portela Valladares (1935–1936)
    2. Manuel Azaña (1936)
    3. Augusto Barcía Trelles (1936), ügyvivő
    4. Santiago Casares Quiroga (1936)
    5. Diego Martínez Barrio (1936), ügyvivő
    6. José Giral (1936)
    7. Francisco Largo Caballero (1936–1937), lista

  -  Spanyolország (totalitárius állam)
  - 1936. október 1-jén jött létre.
  - Államfő – Francisco Franco (1936–1975)
  - Kormányfő – 
    1. Miguel Cabanellas (1936)
    2. Fidel Dávila Arrondo (1936–1937), a Spanyol Állam Technikai Vezetőségének elnöke, lista
- Svájc (konföderáció)
  - Szövetségi Tanács:[3]
  - Giuseppe Motta (1911–1940), Marcel Pilet-Golaz (1928–1944), Albert Meyer (1929–1938), elnök, Rudolf Minger (1929–1940), Philipp Etter (1934–1959), Johannes Baumann (1934–1940), Hermann Obrecht (1935–1940)
- Svédország (parlamentáris monarchia)
  - Uralkodó – V. Gusztáv király (1907–1950)
  - Kormányfő – 
    1. Per Albin Hansson (1932–1936)
    2. Axel Pehrsson-Bramstorp (1936)
    3. Per Albin Hansson (1936–1946), lista
- Szovjetunió (szövetségi népköztársaság)
  - A kommunista párt vezetője – Joszif Sztálin (1922–1953), a Szovjetunió Kommunista Pártjának főtitkára
  - Államfő – Mihail Kalinyin (1919–1946), lista
  - Kormányfő – Vjacseszlav Molotov (1930–1941), lista
- Vatikán (abszolút monarchia)
  - Uralkodó – XI. Piusz pápa (1922–1939)
  - Apostoli Szentszék –
    - Államtitkár – Eugenio Pacelli bíboros (1930–1939), lista

## Afrika
- Dél-afrikai Unió (monarchia)
  - Uralkodó – 
    1. V. György Dél-Afrika királya (1910–1936)
    2. VIII. Eduárd Dél-Afrika királya (1936)
    3. VI. György Dél-Afrika királya (1936–1952)

  - Főkormányzó – George Villiers (1931–1937), Dél-Afrika kormányát igazgató tisztviselő
  - Kormányfő – J. B. M. Hertzog (1924–1939), lista
- Egyiptom (monarchia)
  - Uralkodó – 
    1. I. Fuád király (1910–1936)
    2. Fárúk király (1936–1952)

  - Kormányfő – 
    1. Muhammad Taufík Naszim Pasa (1934–1936)
    2. Ali Mahir Pasa (1936)
    3. Musztafa en-Nahhász Pasa (1936–1937), lista
- Etiópia (monarchia)
- 1936 májusában Olaszország megszállta Etiópiát, létrehozva Olasz Kelet-Afrika területét.
  - Uralkodó – Hailé Szelasszié császár (1930–1974)[4]
  - Régens – Ras Imru (1936)
  - Kormányfő – 
    1. Hailé Szelasszié (1927–1936), lista
    2. Wolde Tzaddick (1936–1942)[4]
- Libéria (köztársaság)
  - Államfő – Edwin Barclay (1930–1944), lista

## Dél-Amerika
- Argentína (köztársaság)
  - Államfő – Agustín Pedro Justo (1932–1938), lista
- Bolívia (köztársaság)
  - Államfő – 
    1. José Luis Tejada Sorzano (1934–1936)
    2. Germán Busch, a bolíviai Junta Kormányzat elnöke (1936)
    3. David Toro (1936–1937), lista
- Brazília (köztársaság)
  - Államfő – Getúlio Vargas (1930–1945), lista
- Chile (köztársaság)
  - Államfő – Arturo Alessandri (1932–1938), lista
- Ecuador (köztársaság)
  - Államfő – Federico Páez (1935–1937) lista
- Kolumbia (köztársaság)
  - Államfő – Alfonso López Pumarejo (1934–1938), lista
- Paraguay (köztársaság)
  - Államfő – 
    1. Eusebio Ayala (1932–1936)
    2. Rafael Franco (1936–1937), ügyvivő, lista
- Peru (köztársaság)
  - Államfő – Óscar R. Benavides (1933–1939), lista
  - Kormányfő – 
    1. Manuel Esteban Rodríguez (1935–1936)
    2. Ernesto Montagne Markholz (1936–1939), lista
- Uruguay (köztársaság)
  - Államfő – Gabriel Terra (1931–1938), lista
- Venezuela (köztársaság)
  - Államfő – Eleazar López Contreras (1935–1941), lista

## Észak- és Közép-Amerika
- Amerikai Egyesült Államok (köztársaság)
  - Államfő – Franklin D. Roosevelt (1933–1945), lista
- Costa Rica (köztársaság)
  - Államfő – 
    1. Ricardo Jiménez Oreamuno (1932–1936)
    2. León Cortés Castro (1936–1940), lista
- Dominikai Köztársaság (köztársaság)
  - De facto országvezető – Rafael Trujillo Molina (1930–1961)
  - Államfő – Rafael Trujillo Molina (1930–1938), lista
- Salvador (köztársaság)
  - Államfő – Maximiliano Hernández Martínez (1935–1944), lista
- Guatemala (köztársaság)
  - Államfő – Jorge Ubico (1931–1944), lista
- Haiti (köztársaság)
  - Államfő – Sténio Vincent (1930–1941), lista
- Honduras (köztársaság)
  - Államfő – Tiburcio Carías Andino (1933–1949), lista
- Kanada (parlamentáris monarchia)
  - Uralkodó – 
    1. V. György király (1910–1936)
    2. VIII. Eduárd király (1936)
    3. VI. György király (1936–1952)

  - Főkormányzó – John Buchan (1935–1940), lista
  - Kormányfő – William Lyon Mackenzie King (1935–1948), lista
- Kuba 
  - Államfő – 
    1. José Agripino Barnet (1935–1936), ideiglenes elnök
    2. Miguel Mariano Gómez (1936)
    3. Federico Laredo Brú (1936–1940), lista
- Mexikó (köztársaság)
  - Államfő – Lázaro Cárdenas (1934–1940), lista
- Nicaragua (köztársaság)
  - Államfő – 
    1. Juan Bautista Sacasa (1933–1936)
    2. Carlos Alberto Brenes (1936–1937), ügyvivő, lista
- Panama (köztársaság)
  - Államfő – 
    1. Harmodio Arias Madrid (1932–1936)
    2. Juan Demóstenes Arosemena (1936–1939), lista

## Ázsia
- Afganisztán (monarchia)
  - Uralkodó – Mohamed Zahir király (1933–1973)
  - Kormányfő – Mohammad Hasim Khan (1929–1946), lista
- Irak (monarchia)
  - Uralkodó – Gázi király (1933–1939)
  - Kormányfő – 
    1. Jaszín al-Hasími (1935–1936)
    2. Hikmat Szulajman (1936–1937), lista
- Irán (monarchia)
  - Uralkodó – Reza Pahlavi sah (1925–1941)
  - Kormányfő – Mahmúd Dzsam (1935–1939), lista
- Japán (császárság)
  - Uralkodó – Hirohito császár (1926–1989)
  - Kormányfő – 
    1. Okada Keiszuke (1934–1936)
    2. Hirota Koki (1936–1937), lista
- Jemen (monarchia)
  - Uralkodó – Jahia Mohamed Hamidaddin király (1904–1948)[5]
- Kína
  -  Nemzeti Kormányzat (köztársaság)
  - Államfő – Lin Szen (1931–1943), Kína Nemzeti Kormányának elnöke, lista
  - Kormányfő – Csang Kaj-sek (1935–1938), lista
  -  Kínai Tanácsköztársaság
    - Államfő – Mao Ce-tung (1931–1937), a Kínai Tanácsköztársaság Végrehajtó Bizottságának elnöke

  -  Keleti Hebei Autonóm Tanács (japán bábállam)
    - Államfő – Jin Csu-keng (1935–1937), az Autonóm Tanács elnöke

  -  Mandzsukuo (japán bábállam)
    - Uralkodó - Pu Ji (1932–1945)
    - Kormányfő - Csang Csing-huj (1935–1945)

  -  Tibet (el nem ismert, de facto független állam)
    - Uralkodó – nincs betöltve, Dalai láma (1933–1939)
    - Régens – Dzsamphel Jese Gyalcen (1934–1941), Reting rinpocse
- Maszkat és Omán (abszolút monarchia)
  - Uralkodó – III. Szaid szultán (1932–1970)
- Mongólia (népköztársaság)
  - A kommunista párt vezetője – Bandzardzsavün Bászandzsav (1936–1940), a Mongol Forradalmi Néppárt Központi Bizottságának főtitkára
  - Államfő – 
    1. Anandín Amar (1932–1936)
    2. Danszranbilegiin Dogszom (1936–1939), Mongólia Nagy Népi Hurálja Elnöksége elnöke, lista

  - Kormányfő – 
    1. Peldzsidín Genden (1932–1936)
    2. Anandín Amar (1936–1939), lista
- Nepál (alkotmányos monarchia)
  - Uralkodó – Tribhuvana király (1911–1950)
  - Kormányfő – Dzsuddha Samser Dzsang Bahadur Rana (1932–1945), lista
- Szaúd-Arábia (abszolút monarchia)
  - Uralkodó – Abdul-Aziz király (1902–1953)[6]
- Sziám (parlamentáris monarchia)
  - Uralkodó – Ananda Mahidol király (1935–1946)
  - Kormányfő – Phraja Phahonphonphajuhaszena (1933–1938), lista
- Törökország (köztársaság)
  - Államfő – Mustafa Kemal Atatürk (1923–1938), lista
  - Kormányfő – İsmet İnönü (1925–1937), lista
- Tuva (népköztársaság)
  - A kommunista párt főtitkára – Szalcsak Toka (1932–1944)
  - Államfő – 
    1. Csuldum Lopszakovi (1929–1936)
    2. Adüg-Tulus Khemcsik-ool (1936–1938)

  - Kormányfő – 
    1. Adüg-Tulus Khemcsik-ool (1929–1936)
    2. Szat Csurmit-Dazsi (1936–1938)

## Óceánia
- Ausztrália (parlamentáris monarchia)
  - Uralkodó – 
    1. V. György Ausztrália királya (1910–1936)
    2. VIII. Eduárd Ausztrália királya (1936)
    3. VI. György Ausztrália királya (1936–1952)

  - Főkormányzó – 
    1. Sir Isaac Isaacs (1931–1936)
    2. Alexander Hore-Ruthven (1936–1945), lista

  - Kormányfő – Joseph Lyons (1932–1939), lista
- Új-Zéland (parlamentáris monarchia)
  - Uralkodó – 
    1. V. György Új-Zéland királya (1910–1936)
    2. VIII. Eduárd Új-Zéland királya (1936)
    3. VI. György Új-Zéland királya (1936–1952)

  - Főkormányzó – George Monckton-Arundell (1935–1941), lista
  - Kormányfő – Michael Joseph Savage (1935–1940), lista